# 滇藏柳叶菜
滇藏柳叶菜（学名：Epilobium wallichianum）为柳叶菜科柳叶菜属下的一个种。